# Францішек Максиміліан Оссолінський
Францішek Максиміліан Оссолінський (пол. Franciszek Maksymilian Ossoliński; 2 квітня 1676 — 1 липня 1756) — державний і військовий діяч, меценат, колекціонер часів Речі Посполитої, граф Тенчина, герцог і пер Франції.

## Життєпис
Походив з польського роду Оссолінських гербу Топор, старшої гілки. Син Максиміліана Оссолінського, ловчого підляського, та Теодори Крассовської. Замолоду отримав ґрунтовну освіту. Після своєї подорожі Європою він почав намагатися поступити на службу до королівського двору. У спробах потрапити до двору йому допомогла протекція Станіслава Антонія Щуки, королівського секретаря короля Августа II.
В подальшому Оссолінський став приватним секретарем короля Августа II і одним з найближчих його підлеглих. Юліан Бартошевич зазначає, що він був міністром кабінету та держсекретарем у Польщі (король називав цю посаду camerarius noster intimus, intimus curiae nostrae notarius). Переконаний прихильник посилення королівської влади.
1703 року стає полковником панцирної корогви та хорунжим дорогичинським. 1704 року стає членом Сандомирської конфедерації. 1705 року отримує хмільницьке староство. 1706 року очолив драгунську корогву. Десь у 1710-х роках отримав орден Білого Орла та староства нурське, дорогичинське, островське. сандомирське, неполомицьке. 1713 року призначається підскарбієм надворним коронним. На цій посаді сприяв підвищенню доходів королівства від мит. Згодом стає великорадцею краківсько-сандомирським.
Починаючи з 1718 року часто обирався від Мазовецького воєводства депутатом сейму у 1718, 1720 (від Варшавської землі), 1722 (від Ломжанської землі), 1724 (від Ружанської землі). В цей час стає членом першої польської масонської ложи «Червоне братство». Як маршалок сейму у Варшаві 1722 року він попереджав, що зрив засідань сейму може призвести до кризи в державі. У 1726 році сейм нагородив 40 тис. злотих за заслуги перед державою. У 1727 році став жупником у Бохні та Величці. 1729 року призначено підскарбієм великим коронним.
У 1733 році у війшов до Генеральної конфедерації. Потім під впливом своєї другої дружини, коханки  Станіслава Лещинського, підписав  акт про обрання останнього королем Речі Посполитої. Став членом Дзіковської конфедерації Командував військами у війні за польську спадщину. Після капітуляції Данцига у 1734 році потрапив у полон до російських військ. Він не відкрив їм, де заховані коштовності корони, і внаслідок цього вони поводилися з ним особливо жорстоко.
Відмовився підкоритися королю Августу III і залишився при дворі Станіслава Лещинського в Кенігзберзі. У 1735 році він опублікував «Маніфест добрих і люблячих рідних синів, які уникають Варшавської дороги», у якому звинуватив Августа III у порушенні законів Речі Посполитої. Перебрався до Лотарингії, де герцогом став Лещинський. У 1736 році отримав титули графа Тенчина, герцога Оссолінського і пера Франції, отримував фіксовану платню в розмірі 9 тис. ліврів на рік від французького короля Людовика XV, а також став великим камергером Лотарингії. У 1737 році Оссолінський став кавалером орденів св. Михаїла і св. Дух. Отримав грошову компенсацію від Станіслава Лещинського за втрачені маєтки в Речі Посполитій.
Подальші роки присвятив різноманітній культурній та громадській діяльності, почав колекціонувати витвори мистецтва. Після завершення будівельних робіт у Нансі та переїзду туди Станіслава Лещинського Францішек Максиміліан пожиттєво отримав герцогський палац у Люневілі та його маєтки. Актами, виданими в Люневілі 22 і 24 лютого 1738 року, він роздав своє майно, що залишилося в Речі Посполитій, своїм дітям.
Помер в Мальгранжі і був похований у королівському склепі церкви Нотр-Дам де Бон Секур у Нансі.

## Колекціонер
В лотаринзький період зібрав чимало витворів мистецтва і книг. Його багату бібліотеку й  велику картинну галерею було передано до Оссолінеума, заснованого у  у Львові.

## Родина
1. Дружина (з 1706 року) — Катажині Міончинська
Діти:
- Юзеф Кантій (1707—1780), воєвода волинський
- Томаш Костанцій (1716—1782), староста нурська, чашник дрохичінський
- Анна Барбара, дружина Юзефата Шанявського, старости августовського

2. Дружина (з 1732 року) — на Катажина, донька Яна Станіслава Яблоновського, великого канцлера коронного
дітей не було